# Толстих Сергій Вікторович
Сергій Вікторович Толстих (рос. Толстых Сергей Викторович; 29 березня 1961, Москва, СРСР) — радянський і російський хокеїст, нападник.

## Біографічні відомості
Вихованець московського «Динамо». 1978 року став чемпіоном і кращим нападником юніорської першості СРСР, наступного сезону — переможцем молодіжного чемпіонату. Першою командою майстрів стало харківське «Динамо», дебютант другої ліги. В елітному дивізіоні виступав під керівництвом Володимира Юрзінова у ризькому «Динамо» і Ігоря Дмитрієва у московських «Крилах Рад». Всього у вищій лізі СРСР провів 90 ігор (14+4). З 1984 року захищав кольори саратівського «Кристала» (перша ліга). У сезоні 1991/1992 грав за «Напшуд» (Янув), став срібним призером чемпіонату Польщі (разом з Юрієм Зуєвим з новокузнецького «Металурга»). У 90-х продовжував виступати за «Кристал» (Саратов), а також — за «Хімік» (Енгельс, Саратовська область) і «Дизеліст» (Пенза). У чемпіонатах Міжнаціональної хокейної ліги і російської суперліги провів 219 матчів (34+23). Після завершення ігрової кар'єри працює тренером. Серед його вихованців Дмитро Куликов (провів у НХЛ понад 600 матчів) і Дмитро Вишневський (дворазовий володар Кубка Гагаріна).

## Досягнення
- Срібний призер чемпіонату Польщі (1): 1992

## Статистика
| Сезон        | Клуб                 | Ліга         | І   | Г  | П  | О  | ШХ  |
| ------------ | -------------------- | ------------ | --- | -- | -- | -- | --- |
| 1980-81      | «Динамо» (Рига)      | СРСР         | 18  | 0  | 0  | 0  | 2   |
| 1981-82      | «Динамо» (Рига)      | СРСР         | 9   | 0  | 0  | 0  | 2   |
| 1982-83      | «Крила Рад» (Москва) | СРСР         | 41  | 10 | 3  | 13 | 16  |
| 1983-84      | «Крила Рад» (Москва) | СРСР         | 22  | 4  | 1  | 5  | 8   |
| 1992-93      | «Кристал» (Саратов)  | МХЛ          | 42  | 7  | 4  | 11 | 12  |
| 1994-95      | «Кристал» (Саратов)  | МХЛ          | 52  | 11 | 6  | 17 | 30  |
| 1995-96      | «Кристал» (Саратов)  | МХЛ          | 46  | 5  | 4  | 9  | 14  |
| 1996-97      | «Кристал» (Саратов)  | Росія        | 53  | 5  | 9  | 14 | 20  |
| 1997-98      | «Кристал» (Саратов)  | Росія        | 26  | 6  | 0  | 6  | 6   |
| Всього у Д-1 | Всього у Д-1         | Всього у Д-1 | 309 | 48 | 27 | 75 | 110 |